# Бурнонвил
Бурнонвил (фр. Bournonville) насеље је и општина у североисточној Француској у региону Север-Па д Кале, у департману Па де Кале која припада префектури Булоњ сир Мер.
По подацима из 2011. године у општини је живело 228 становника, а густина насељености је износила 26,18 становника/km². Општина се простире на површини од 8,71 km². Налази се на средњој надморској висини од 45 метара (максималној 125 m, а минималној 36 m).

## Демографија
| 1962. | 1968. | 1975. | 1982. | 1990. | 1999. | 2011. |
| ----- | ----- | ----- | ----- | ----- | ----- | ----- |
| 199   | 200   | 200   | 196   | 180   | 211   | 228   |

График промене броја становника у току последњих година